# ديدر فريمان
ديدر فريمان (بالإنجليزية: Deidre Freeman) هي غطاسة أمريكية، ولدت في 26 أغسطس 1988.

## وصلات خارجية
- ديدر فريمان على موقع الاتحاد الدولي للسباحة (الإنجليزية)
- ديدر فريمان على موقع قاعدة بيانات الغوص IAT (الألمانية)